# Balkan Cup 1929/31
De Balkan Cup 1929/31 was de 1e editie van dit voetbaltoernooi. Het toernooi werd gespeeld tussen 6 oktober 1929 en 29 november 1931. Er waren vier deelnemers. Albanië mocht ook deelnemen, maar dit land trok zich terug. Roemenië werd kampioen.

## Eindstand
| Team        | Gsp | W | G | V | DV | DT | DS  | Ptn |
| ----------- | --- | - | - | - | -- | -- | --- | --- |
| Roemenië    | 6   | 5 | 0 | 1 | 26 | 13 | +13 | 10  |
| Joegoslavië | 6   | 3 | 0 | 3 | 12 | 9  | +3  | 6   |
| Griekenland | 6   | 2 | 0 | 4 | 13 | 20 | –7  | 4   |
| Bulgarije   | 6   | 2 | 0 | 4 | 4  | 10 | –9  | 4   |

## Wedstrijden
|                                                        |                                     |       |                        | |
| 6 oktober 1929 «onderlinge duels» 16:00 uur (UTC+1:44) | Roemenië                            | 2 – 1 | Joegoslavië            | Stadionul Oficiul Național de Educație Fizică, Boekarest Toeschouwers: 10.000 Scheidsrechter: Georgi Grigorov (BUL) |
| 6 oktober 1929 «onderlinge duels» 16:00 uur (UTC+1:44) | Graţian Sep 32' Gheorghe Ciolac 40' |       | 71' Blagoje Marjanović | Stadionul Oficiul Național de Educație Fizică, Boekarest Toeschouwers: 10.000 Scheidsrechter: Georgi Grigorov (BUL) |

|                                                      |                                 |       |                       |                                                                                            |
| 26 januari 1930 «onderlinge duels» 15:30 uur (UTC+2) | Griekenland                     | 2 – 1 | Joegoslavië           | Leoforos Alexandrasstadion, Athene Toeschouwers: 10.000 Scheidsrechter: Nikola Dosev (BUL) |
| 26 januari 1930 «onderlinge duels» 15:30 uur (UTC+2) | Giorgos Andrianopoulos 55' (59) |       | 18' Đorđe Vujadinović | Leoforos Alexandrasstadion, Athene Toeschouwers: 10.000 Scheidsrechter: Nikola Dosev (BUL) |

|                                                     | |       |                            | |
| 25 mei 1930 «onderlinge duels» 14:00 uur (UTC+1:44) | Roemenië                                                                                           | 8 – 1 | Griekenland                | Stadionul Oficiul Național de Educație Fizică, Boekarest Toeschouwers: 15.000 Scheidsrechter: Jovan Ružić (YUG) |
| 25 mei 1930 «onderlinge duels» 14:00 uur (UTC+1:44) | Rudi Wetzer 8', 34', 75', 76', 80' Emerich Vogl 43' Ladislau Raffinsky 57' (pen.) Ştefan Dobay 77' |       | 15' Vasilis Andrianopoulos | Stadionul Oficiul Național de Educație Fizică, Boekarest Toeschouwers: 15.000 Scheidsrechter: Jovan Ružić (YUG) |

|                                                      |                                                                                 |       |                                              |                                                                             |
| 12 oktober 1930 «onderlinge duels» 16:00 uur (UTC+2) | Bulgarije                                                                       | 5 – 3 | Roemenië                                     | Slaviastadion, Sofia Toeschouwers: 10.000 Scheidsrechter: Jovan Ružić (YUG) |
| 12 oktober 1930 «onderlinge duels» 16:00 uur (UTC+2) | Nikola Staykov 11' (pen.) Velcho Stoyanov 34' Asen Peshev 47' Vasil Vasilev 50' |       | 23', 43' Rudi Wetzer 71' (e.d.) Liuben Gikov | Slaviastadion, Sofia Toeschouwers: 10.000 Scheidsrechter: Jovan Ružić (YUG) |

|                                                       |           |                                                              |             |                                                                                      |
| 16 november 1930 «onderlinge duels» 15:00 uur (UTC+2) | Bulgarije | 0 – 3                                                        | Joegoslavië | Slaviastadion, Sofia Toeschouwers: 15.000 Scheidsrechter: Apostolos Nikolaidis (GRE) |
| 16 november 1930 «onderlinge duels» 15:00 uur (UTC+2) |           | 7' Leo Lemešić 27' Blagoje Marjanović 78' Boris Praunsperger |             | Slaviastadion, Sofia Toeschouwers: 15.000 Scheidsrechter: Apostolos Nikolaidis (GRE) |

|                                                      |                                                              |       |                 |                                                                                           |
| 7 december 1930 «onderlinge duels» 15:00 uur (UTC+2) | Griekenland                                                  | 6 – 1 | Bulgarije       | Leoforos Alexandrasstadion, Athene Toeschouwers: 15.000 Scheidsrechter: Jovan Ružić (YUG) |
| 7 december 1930 «onderlinge duels» 15:00 uur (UTC+2) | Antonis Tsolinas 4', 50', 51', 60' Angelos Messaris 10', 15' |       | 56' Asen Peshev | Leoforos Alexandrasstadion, Athene Toeschouwers: 15.000 Scheidsrechter: Jovan Ružić (YUG) |

|                                                    |                                                    |       |                      |                                                                                  |
| 15 maart 1931 «onderlinge duels» 15:00 uur (UTC+1) | Joegoslavië                                        | 4 – 1 | Griekenland          | Stadion BSK, Belgrado Toeschouwers: 8.000 Scheidsrechter: Costel Radulescu (ROU) |
| 15 maart 1931 «onderlinge duels» 15:00 uur (UTC+1) | Ivan Hitrec 35' Aleksandar Tomašević 38', 75', 83' |       | 52' Antonis Migiakis | Stadion BSK, Belgrado Toeschouwers: 8.000 Scheidsrechter: Costel Radulescu (ROU) |

|                                                    |                        |       |           |                                                                              |
| 19 april 1931 «onderlinge duels» 16:15 uur (UTC+1) | Joegoslavië            | 1 – 0 | Bulgarije | Stadion BSK, Belgrado Toeschouwers: .000 Scheidsrechter: Denis Xifando (ROU) |
| 19 april 1931 «onderlinge duels» 16:15 uur (UTC+1) | Blagoje Marjanović 21' |       |           | Stadion BSK, Belgrado Toeschouwers: .000 Scheidsrechter: Denis Xifando (ROU) |

|                                                     |                                                                    |       |                                     | |
| 10 mei 1931 «onderlinge duels» 17:00 uur (UTC+1:44) | Roemenië                                                           | 5 – 2 | Bulgarije                           | Stadionul Oficiul Național de Educație Fizică, Boekarest Toeschouwers: 12.000 Scheidsrechter: Ernest Fabris (YUG) |
| 10 mei 1931 «onderlinge duels» 17:00 uur (UTC+1:44) | Graţian Sepi 25' Iuliu Bodola 50', 66' Constantin Stanciu 68', 81' |       | 51' Mihail Lozanov 89' Asen Panchev | Stadionul Oficiul Național de Educație Fizică, Boekarest Toeschouwers: 12.000 Scheidsrechter: Ernest Fabris (YUG) |

|                                                   |                                              |       |                                                               |                                                                                     |
| 28 juni 1931 «onderlinge duels» 17:45 uur (UTC+1) | Joegoslavië                                  | 2 – 4 | Roemenië                                                      | Stadion HASK, Zagreb Toeschouwers: 6.000 Scheidsrechter: Apostolos Nikolaidis (GRE) |
| 28 juni 1931 «onderlinge duels» 17:45 uur (UTC+1) | Dobrivoje Zečević 36' Blagoje Marjanović 60' |       | 16' Andrei Glanzmann 49', 89' Iuliu Bodola 50' Nicolae Covaci | Stadion HASK, Zagreb Toeschouwers: 6.000 Scheidsrechter: Apostolos Nikolaidis (GRE) |

|                                                      |                                      |       |                  |                                                                             |
| 25 oktober 1931 «onderlinge duels» 15:30 uur (UTC+2) | Bulgarije                            | 2 – 1 | Griekenland      | Joenakstadion, Sofia Toeschouwers: 10.000 Scheidsrechter: Jovan Ružić (YUG) |
| 25 oktober 1931 «onderlinge duels» 15:30 uur (UTC+2) | Asen Peshev 20' Liubomir Angelov 83' |       | 10' Nikos Kitsos | Joenakstadion, Sofia Toeschouwers: 10.000 Scheidsrechter: Jovan Ružić (YUG) |

|                                                       |                          |       |                                             |                                                                                             |
| 29 november 1931 «onderlinge duels» 15:00 uur (UTC+2) | Griekenland              | 2 – 4 | Roemenië                                    | Leoforos Alexandrasstadion, Athene Toeschouwers: 12.000 Scheidsrechter: Ernest Fabris (YUG) |
| 29 november 1931 «onderlinge duels» 15:00 uur (UTC+2) | Nikos Aggelakis 34', 39' |       | 13', 18', 84' Iuliu Bodola 51' Graţian Sepi | Leoforos Alexandrasstadion, Athene Toeschouwers: 12.000 Scheidsrechter: Ernest Fabris (YUG) |